# جون باسكال
جون باسكال (بالإنجليزية: John Pascal)‏ (8 يوليو 1932، بروكلين في الولايات المتحدة - 7 يناير 1981)؛ صحفي، كاتب سيناريو وروائي أمريكي.

## روابط خارجية
- جون باسكال على موقع قاعدة بيانات برودواي على الإنترنت (الإنجليزية)